# Gakgung
Le Gakgung (coréen : 각궁, Gak-gung hanja : 角弓 ou archet de corne) est un arc composite réflexe à base de corne de buffle d’eau, dont la pratique s'est démocratisé il y a plusieurs siècles à partir d’une variété d’armes similaires utilisées antérieurement. En raison de sa longue utilisation par les Coréens, il est également connu sous le nom d'arc coréen (coréen : 국궁 hanja : 國弓, ou arc national). L'arc coréen utilise un tirage au pouce et l'utilisation d'un anneau au pouce est donc assez courante. L'anneau de pouce coréen est quelque peu différent des anneaux de pouce mandchou, mongol ou turc, car il existe deux styles, masculin et féminin. Les anneaux de pouce masculins sont formés avec une petite saillie qui dépasse les crochets de la corde derrière, tandis que la bague de pouce féminin recouvre simplement l’articulation avant du pouce pour éviter les ampoules (tirant des arcs lourds de manière répétitive avec seulement le pouce peut facilement causer la formation de cloques sur le coussinet du pouce). En outre, la flèche est posée sur le côté droit de l'arc, contrairement à l'arc occidental, où la flèche est posée sur le côté gauche de l'arc. 
Gungsul, coréen : 궁술, hanja: 弓術, parfois aussi romanisé comme goong sool , signifie littéralement "techniques de l'archet " ou "habileté avec l'arc ". On parle aussi de tir à l'arc traditionnel coréen.  Gungdo, coréen : 궁도, hanja : 弓道, est un autre épithète du tir à l’arc coréen traditionnel, tel qu’utilisé par les Coréens.

## Histoire de l'origine et de l'utilisation militaires

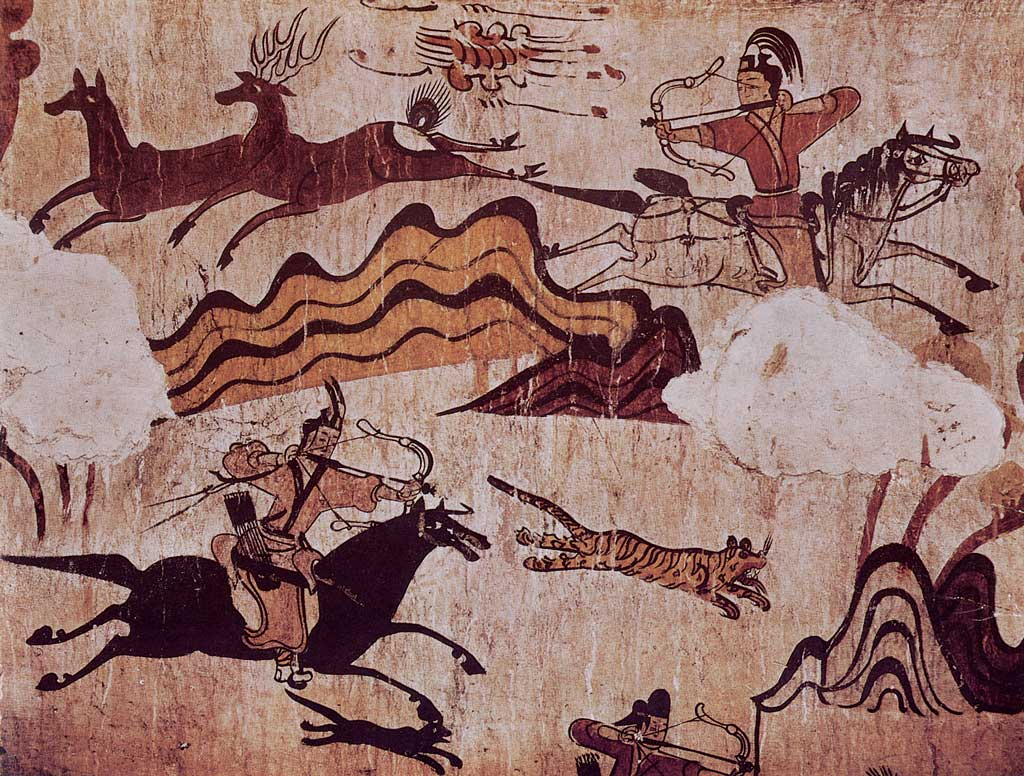
Tir à l'arc coréen au Ve siècle

Version de script osseux Oracle du caractère yi

L'arc réflexe était l'arme la plus importante pour les Coréens lors des guerres des dynasties chinoises et des peuples nomades, à partir du Ier siècle av. J.-C.. La légende dit que le premier roi et fondateur du Goguryeo, Go Jumong, était un maître du tir à l'arc, capable d'attraper 5 mouches avec une flèche.  Bak Hyeokgeose, le premier roi des Silla), aurait également été qualifié d'archer. Les anciens Chinois ont donné aux gens du Nord-Est ( Sibérie orientale, la Mandchourie et la péninsule coréenne), le nom de Dongyi  (東夷) (Partie orientale des quatre barbares (四夷), ce dernier caractère ( 夷 ) étant une combinaison des deux caractères pour « grand » (大 ) et « arc » (弓). 
Cependant, le mot 夷 a été utilisé pour la première fois dans l'histoire de la Chine, en référence aux habitants du sud du fleuve Jaune il y a plus de 5 000 ans. Plus tard, quand le peuple Yi (夷) a rejoint les tribus de Hua Xia 華夏  ], 夷 signifiait outsider (étranger) ou exterminer.  À cette époque, Dongyi désigne les Mandchous, les tribus Tungusic, les Coréens et les Japonais comme des «étrangers de l'Est».
Yi Seonggye, le roi fondateur de Joseon, était connu pour être un maître archer. Dans une bataille contre les pirates japonais, Seonggye, assisté de Yi Bangsil, a tué le jeune commandant des samouraïs "Agibaldo" avec deux flèches successives, une flèche se détachant de son casque et la deuxième flèche entrant dans sa bouche.  Dans sa lettre au général Choi Young, Seonggye cite l'une des cinq raisons de ne pas envahir la Chine Ming, car pendant la mousson, la colle qui maintient l'arc composite s'affaiblit, ce qui réduit l'efficacité de l'arc. 
La fondation de la dynastie Joseon a vu la conservation de l'arc composite comme le pilier de l'armée Joseon. Le tir à l'arc était le principal événement martial testé lors de la partie militaire de l'examen du service national organisé chaque année de 1392 à 1894.  Sous Joseon, le tir à l'arc a atteint son apogée, ce qui a conduit à l'invention de pyeonjeon, qui a été très utile contre les Japonais en 1592 et contre les Mandchous au début des années 1600. 
Jusqu'aux guerres d'Imjin, le tir à l'arc était le principal système d'arme à longue portée. Au cours de ces guerres, la supériorité tactique du mousquet arquebuse est devenu évident, en dépit de sa faible vitesse de feu et de la sensibilité à la pluie. Cependant, c’est le gakgung, appelé «demi-arc» par les Japonais, qui a arrêté les Japonais à la bataille de Haengju ainsi qu’à la bataille d’Ulsan. Bien que Joseon ait adopté l'arquebuse pendant la guerre d'Imjin, le gakgung conserva son importance dans l'armée jusqu'aux réformes de 1894.  Dans le cadre des réformes militaires du roi Hyojong, on a tenté de faire revivre le tir à l'arc à cheval en tant qu'élément important de l'armée. Il était également pratiqué pour le plaisir et pour la santé, et beaucoup de jeunes hommes - y compris le roi - et quelques femmes passaient leur temps libre à le pratiquer.

## Transition au sport de loisir

Cible gungdo standard

En 1899, le prince Heinrich de Prusse en visite exprima son étonnement à l'empereur Gojong lors d'une manifestation de tir à l'arc traditionnelle.  Le prince, issu d'une culture prussienne militarisée, a cherché des démonstrations des arts martiaux coréens, et le tir à l'arc était le plus impressionnant parmi les arts démontrés.  Il connaissait le tir à l'arc turc et hongrois en Europe, qui étaient similaires au tir à l'arc coréen. Le prince Heinrich a suggéré de faire de cet art un sport national. L'empereur, convaincu par le Prince, décréta "de laisser les gens s'amuser au tir à l'arc pour développer leur force physique" et créa un club de tir à l'arc.  Lors de la normalisation ultérieure du tir à l'arc coréen, la nature de l'arc et de la flèche a été normalisée, de même que la portée des cibles. Le tir à l'arc traditionnel coréen utilise maintenant un type spécifique d'arc composite, des flèches en bambou et une cible standard à une distance standard de 120 bo (environ 145 mètres). Le tir à l'arc coréen est un sport développé sous l'occupation japonaise. Son manuel, "Joseon eui Goongdo", a été publié en 1920. 
Selon la tradition, un général renommé de la dynastie Joseon s'est établi à Yeocheon il y a environ 300 ans et a transmis son expertise et ses connaissances.  Aujourd'hui, on estime que les archers de Yecheon et de ses environs produisent environ 70 % des arcs composites en corne traditionnels de la Corée. Yecheon a formé de nombreux médaillés olympiques et archers champions du monde.  La ville possède le Jinho International Archery Field.

## Construction et compétition
Le Gakgung est une version hautement réfléchie du classique arc composite eurasien.  Le noyau est en bambou avec tendon renforcé pour empêcher l’arc de se briser et pour donner une force de traction aux membres, avec du chêne au niveau du manche.  Sur le ventre se trouve une corne de buffle d’eau qui augmente considérablement la puissance en poussant les membres.  Cette combinaison de corne qui pousse du ventre et de tendon qui tire de l'arrière est la force déterminante de l'arc.  Les siyahs, les extrémités extérieures raidies des membres, sont constitués de mûriers ou de sauterelles noires épissées sur le bambou.  La colle est en isinglass. Au-dessus du tendon se trouve une écorce de bouleau spéciale importée du nord-est de la Chine.  Il est trempé dans l'eau de mer pendant environ un an. Il est appliqué sur le dos en utilisant un ciment caoutchouc dilué (en utilisant du benzène comme solvant). Aucun viseur ou autre accessoire moderne n'est utilisé. 
Les poids de tirage varient, mais la plupart sont au-dessus de vingt kilogrammes. Le coût de ce type d’arc est de l’ordre de 800 dollars.  Pour une version moderne similaire en fibre de verre laminée, le coût est de 200 à 300 dollars.  Pour la plupart des compétitions, l'un ou l'autre arc peut être utilisé, avec des flèches en fibre de carbone, mais pour les compétitions nationales, seuls les flèches composite et en bambou peuvent être utilisés.  Les archers coréens ont également eu beaucoup de succès dans les compétitions olympiques et autres avec des types d'arc plus modernes.   
L'art de construire des arcs traditionnels coréens a été désigné bien culturel immatériel important en 1971.